# Очко (баскетбол)
Очки (англ. Points) — показник в баскетболі, який використовується для визначення переможця у грі. За штрафний кидок дається 1 очко, за попадання з-за дуги (ФІБА: 6,75 м, НБА: 7,24 м) — 3 очки, за всі інші влучні кидки — 2 очки. Та команда, яка набрала у матчі найбільше очок оголошується переможцем.

## Рекорди НБА
- Найбільша кількість набраних очок за кар'єру: Леброн Джеймс (38.652 очок)
- Найбільше очок в середньому за гру: Майкл Джордан (30,12 очка)
- Найбільше очок набраних за один сезон: Вілт Чемберлейн (4.029 у сезоні 1961—1962)
- Найбільше очок в середньому за гру протягом сезону: Вілт Чемберлейн (50,4 у сезоні 1961—1962)
- Найбільше очок у одному матчі: Вілт Чемберлейн (100 у матчі проти «Нью-Йорк Нікс», 1961—1962)
- Найбільше очок за першу половину матчу: Вілт Чемберлейн (59)
- Найбільше очок в одній чверті: Клей Томпсон (37)
- Найбільше очок в одному овертаймі: Стефен Каррі (17)